# Marilyn Lloyd

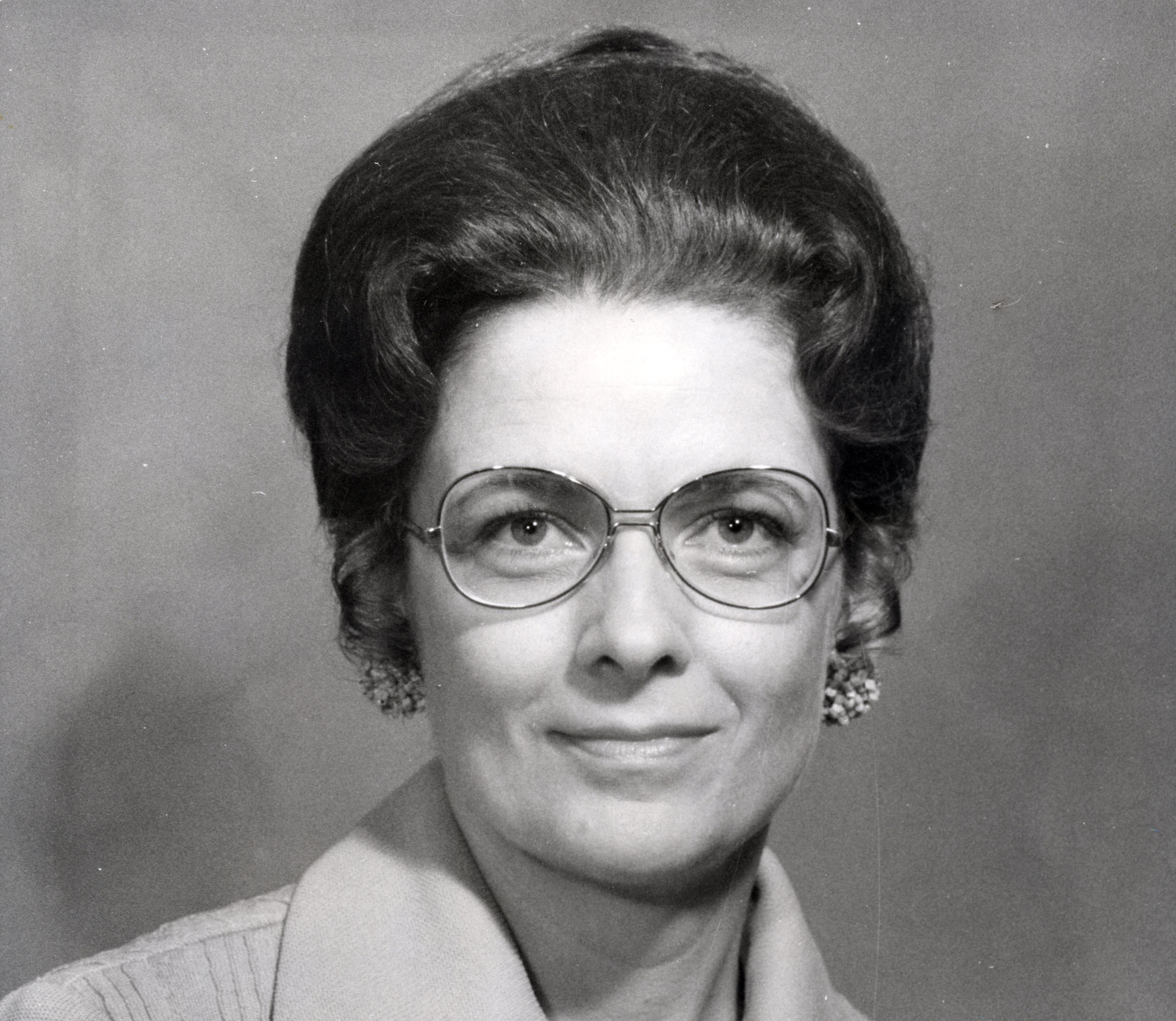
Marilyn Lloyd

Marilyn Laird Lloyd (* 3. Januar 1929 in Fort Smith, Arkansas; † 19. September 2018 in Chattanooga, Tennessee) war eine US-amerikanische Politikerin. Zwischen 1975 und 1995 vertrat sie den Bundesstaat Tennessee im US-Repräsentantenhaus.

## Werdegang
Rachel Marilyn Laird, so ihr Geburtsname, besuchte bis 1945 die Western Kentucky College High School in Bowling Green. Danach studierte sie an der University of Alabama in Selma. Anschließend absolvierte sie bis 1960 ein Studium am Shorter College in Rome (Georgia). In Dalton betrieb sie eine eigene Radiostation. Außerdem wurde sie Eigentümerin und Geschäftsführerin der Firma Executive Aviation in Winchester (Tennessee).
In erster Ehe war sie mit dem Fernsehmoderator Mort Lloyd verheiratet. Dieser war als Kandidat der Demokratischen Partei für die Kongresswahlen des Jahres 1974 nominiert worden. Aber noch vor der Wahl kam er bei einem Flugzeugabsturz ums Leben. Danach ging die Nominierung an seine Witwe. Bei den folgenden Wahlen wurde sie im dritten Wahlbezirk von Tennessee in das US-Repräsentantenhaus in Washington, D.C. gewählt, wo sie am 3. Januar 1975 die Nachfolge von LaMar Baker antrat. Nach neun Wiederwahlen konnte sie bis zum 3. Januar 1995 zehn Legislaturperioden im Kongress absolvieren. Dort war sie während der ganzen 20 Jahre ihrer Kongresszugehörigkeit Mitglied im Wissenschaftsausschuss. Von 1983 bis 1995 saß sie auch im Streitkräfteausschuss. Außerdem gehörte sie von 1975 bis 1987 dem Committee on Public Works an. Lloyd war auch zeitweise Mitglied der Kommission, die sich mit dem Altern befasst.
Seit 1978 war sie in zweiter Ehe bis zu ihrer Scheidung im Jahr 1983 mit Joseph Bouquard verheiratet. Während dieser Zeit war sie unter dem Namen Marilyn Lloyd Bouquard im Kongress. Im Jahr 1991 heiratete sie den inzwischen verstorbenen Mediziner Robert Fowler. 1994 verzichtete sie auf eine erneute Kandidatur. Zuletzt lebte sie im Ruhestand.